# Pseudochirops albertisii
Pseudochirops albertisii es una especie de mamífero marsupial de la familia Pseudocheiridae.

## Hábitat y Distribución
Habita sobre los 300 - 2500 m.s.n.m, en los bosques tropicales y subtropicales del este y norte de la isla de Nueva Guinea  (Montañas de Arfak, cordillera Weyland y cordillera North Coast) y de la isla Yapen (Indonesia).
Dieta: hojas, frutos y brotes de Ficus sp.

## Subespecies
Se conocen las siguientes subespecies:
- Pseudochirops albertisii albertisii (Peters, 1874)
- Pseudochirops albertisii insularis Stein, 1933
- Pseudochirops albertisii schultzei Matschie, 1915